# 정시영
정시영(1993년 3월 12일 ~ )은 경남여고 출신의 수원 현대건설 배구단 소속 배구선수이다. 포지션은 라이트와 센터를 모두 볼 수 있다. 2011년 8월 29일 열린 2011-2012시즌 여자 신인선수 드래프트에서 2라운드 3순위로 흥국생명 핑크스파이더스에 입단하였다. 강력한 서브와 빠른 스윙과 힘을 겸바한 공격력이 강점이다. 고등학교때 춘계배구연맹전서 경남여고의 2위를 이끈 멤버중 한명이며 국가대표 후보 엔트리에도 여러차례 이름을 올릴만큼 가능성을 인정받은 선수이다.

## 약력
- 경남여자중학교 졸업
- 경남여자고등학교 졸업
- 2011년 2라운드 3순위 흥국생명 핑크스파이더스 입단
- 2013-2014 시즌 올스타전 출전

## 수상 경력

### 단체 수상

#### 개인 클럽
- 인천 흥국생명 핑크스파이더스 (2011-2018)
  - V-리그
    - 챔피언결정전
      -  준우승 (1회) : 2016-17
      -  3위 (1회) : 2015-16

    - 정규리그
      -  1위 (1회) : 2016-17
      -  3위 (2회) : 2015-16
- 수원 현대건설 힐스테이트 (2018-)
  - V-리그
    - 정규리그
      - 1위(시즌 조기종료) (1회) : 2019-20

  - KOVO컵
    -  우승 (2회) : 2019, 2021

### 개인 수상

#### 개인 클럽
- 2011년 춘계 남녀배구연맹전 우수공격상